# Histoire corse
Histoire corse est une nouvelle de Guy de Maupassant, parue en 1881.

## Historique
Histoire corse est initialement publiée dans la revue Gil Blas du 1er décembre 1881, sous le pseudonyme de Maufrigneuse. 

## Résumé
Le narrateur prend prétexte de l’actualité criminelle en Corse. On vient d’y assassiner deux gendarmes qui convoyaient un prisonnier, pour raconter une rencontre qu'il a faite il y a une année dans l'île.
Faisant le trajet à cheval d’Ajaccio à Bastia, il décrit les splendeurs des paysages, le golfe de Sagone, Cargèse, le golfe de Porto, le Val d’Ota. 
Pour la nuit, il a une lettre de recommandation pour coucher chez Paoli Calabretti et sa femme. Avant le souper, Paoli lui raconte le crime dont il a été témoin à cet endroit même. Son cousin Jean Rinaldi a été assassiné par Mathieu Lori, les deux hommes courtisaient la même femme, Paulina Sinacoupi.
Ce Mathieu Lori a ensuite été assassiné par le frère de Paoli. Ce dernier est mort récemment dans un combat contre les gendarmes, il a péri après en avoir tué quatorze.
Paoli Calabretti conclut toujours ses histoires par «c’est le pays qui veut ça». Le narrateur les quitte quatre jours plus tard, non sans avoir promis d’envoyer un revolver à Madame. En effet, elle veut tuer son beau-frère qui a tenté de l’assassiner récemment.

## Édition française
- Histoire corse, Maupassant, contes et nouvelles, texte établi et annoté par Louis Forestier, Bibliothèque de la Pléiade, éditions Gallimard, 1974  (ISBN 978 2 07 010805 3).